# Bill Laswell
Bill Laswell (Salem, 12 febbraio 1955) è un bassista e produttore discografico statunitense.
Artista prolifico ed eclettico, ha collaborato con numerosi artisti di fama internazionale.
Durante la sua carriera ha usato vari pseudonimi: Automaton, The Colonel, Divination, Jazzonia, Rasa, Sacred System, Valis.

## Biografia
Dopo essersi spostato a New York nel 1979 ha iniziato l'attività in campo musicale nel 1980 con Daevid Allen con cui crea il gruppo di ispirazione punk New York Gong, arrivando alla pubblicazione dell'LP About Time.
In seguito ha fondato un trio rock sperimentale, i Material e nel 1982 entra a far parte dei Golden Palominos con Anton Fier con i quali ha pubblicato alcuni dischi L'artista lascerà anche questo gruppo per poi ritornarvi nel 1993 per un altro disco: This is How it Feels. Nel 1985 ha curato una delle 3 edizioni del disco di Fela Kuti Army Arrangement che il nigeriano poi non riconoscerà come opera propria per via delle pesanti modifiche apportate.
Tra il 1995 e il 1997 è stato nel gruppo jazz fusion Arcana.
Nel 1999 ha fondato con Zakir Hussain i Tabla Beat Science.
Come produttore ha curato dischi dei Ramones, di Iggy Pop ed ha collaborato con Brian Eno, Manu Dibango, Almamegretta, Gaudi, X-Legged Sally e tanti altri. Inoltre ha curato alcune tracce per colonne sonore come nel caso del film Nirvana.

## Vita privata
È sposato con la cantante etiope Gigi.